# Cordia angiocarpa
Cordia angiocarpa är en strävbladig växtart som beskrevs av Achille Richard. Cordia angiocarpa ingår i släktet Cordia, och familjen strävbladiga växter. Inga underarter finns listade i Catalogue of Life.